# Diasetti Motors
Diasetti Motors war ein US-amerikanischer Hersteller von Automobilen.

## Unternehmensgeschichte
Das Unternehmen hatte seinen Sitz in Salt Lake City in Utah. Allerdings gibt es auch einen Hinweis auf Ogden in Utah. 1986 begann die Produktion von Automobilen und Kit Cars. Der Markenname lautete Diasetti. 1988 endete die Produktion.

## Fahrzeuge
Das einzige Modell war der Z-Vette. Das Fahrzeug basierte auf dem Datsun Z. Die geschlossene Karosserie bestand aus Fiberglas und ähnelte dem Corvette.